# Tephrosia canarensis
Tephrosia canarensis är en ärtväxtart som beskrevs av James Ramsay Drummond. Tephrosia canarensis ingår i släktet Tephrosia och familjen ärtväxter. Inga underarter finns listade i Catalogue of Life.